# Caldeira de Cima (Ribeira Seca)
A Caldeira de Cima (Ribeira Seca) é um povoado português pertencente à freguesia da Ribeira Seca concelho da Calheta ilha de São Jorge, arquipélago dos Açores.
Esta localidade, uma das mais altas da ilha de São Jorge encontra-se no caminho que da Serra do Topo desce para a Fajã da Caldeira. Esta localidade foi muito atingida pelo terramoto de 1 de Janeiro de 1980 que casou grande destruição entre o seu parque habitacional. Por ela passa uma ribeira cujo caudal fez funcionar azenhas e esteve para ser barrado de forma a se construir central hidroeléctrica.
Dada a sua grande abundância em águas a existência de moinhos de azenha é muito antiga e dado o risco em que os mesmos se encontram em desaparecer pela actual falta de uso dada a mecanização da moagem o Governo Regional dos Açores, em 1998 declarou como Imóvel de Interesse Municipal, pela Resolução n.º 223/98, de 5 de Novembro, e n.º 7 do artigo 58.º do Decreto Legislativo Regional n.º 29/2004/A, de 24 de Agosto dois dos Moinhos de água existentes, um propriedade de José dos Santos Borges e o outro propriedade de Helena Leonor Silveira, situado este à Canada da Saudade, da mesma localidade, classificado pela mesma resolução.